# Завжди повертаючись додому
Завжди повертаючись додому (англ. Always Coming Home) — науково-фантастичний роман американської письменниці Урсули Ле Гуїн. Вперше опублікований у видавництві Harper & Row (Нью-Йорк) у 1985 році. До роману увійшли чотири оповідання, які друкувалися окремо в 1984—1985 роках. Сам роман є частиною однойменного циклу, до якого увійшли п'ять інших різножанрових творів, які публікувалися з 1983 по 2012 рік.
Лауреат Премії імені Джанет Хейдінгер Кафки (1985) та Премії Асоціації книготорговців Тихоокеанського Північного Заходу (1986).

## Характеристика і особливості роману
Роман носить риси антропологічного дослідження, і є своєрідними етнографічними нарисами та записами фольклору вигаданого племені. Структура твору незвична: основна сюжетна лінія роману не займає належного їй центрального місця — це лише три невеликі фрагменти, розділені великими текстами про народ кеш, а також невиразні згадки про історію головної героїні в інших частинах твору.
Центральною віссю книги є ідеї анархо-примітивізму і анархо-екологізму.

## Передісторія народу Кеш
…У давні часи на території колишніх США трапилася ядерна катастрофа. Через тисячі років радіоактивне забруднення і технологічні відходи вже не такі згубні для екосистеми і залишків людства. Глобалізм та гонитва за прибутком уже не диктують правила гри. Як живуть на інших територіях (і чи взагалі живуть) не відомо, але люди в Долині Річки На в Північній Каліфорнії кардинально змінили самі основи свого існування. Індустрія та високі технології змінилися сільським господарством та збиральництвом, великі міста поступилися місцем «містам», де всі один одного знають. Проте суто зовнішні ознаки цього соціуму не завжди відповідають родоплемінному ладу. Попри наявність Будинків, члени яких вважалися родичами, існують спілки, товариства та цехи (явна алюзія до Середньовіччя). Залишилися і знайоміші нам потяги, електрика, театри, цирки, бібліотеки, архіви. Артефакти минулих часів — кібернетичний центр Столиця Розуму та ПОІ — пункти обміну інформацією, щось на кшталт точок доступу до суперпотужної автоматичної мережі, що сягає далеко за межі Землі. Найвищою майстерністю вважається вміння отримувати інформацію з ПОІ. З іншого боку, є лісові, дикі, відірвані від соціуму люди.
Пам'ять про пращурів майже стерлася. Збереглися лише якісь глухі відлуння епохи, в якій усі ходили з очима на лопатках чи з головами, повернутими назад. Ті давні люди жили у великих мурашниках і через те, що їхні очі дивилися не в той бік, вони не помічали зло, яке коїли. Вони їли отруєну їжу і самі отруювали все довкола. Ці люди були хворими. Вони носили у собі прокляття, хворобу Людини.
Щоб не захворіти на хворобу Людини, Другий і Третій Будинки застерігають від надмірного старання у землеробстві. Адже надлишки — шлях до руйнування громади. Люди кеш не знають ієрархії, не розуміють сенсу накопичення. Торгівля з навколишніми племенами існує у формі бартерного обміну. Багатий той, хто віддає. Чим більше ти віддаєш у громадські запаси — тим більше ти авторитетніший та поважніший.

## Світогляд людей кеш
Кеш не знають, як саме виникло їхнє суспільство, та й не ставлять собі такі питання. У них поняття про час і простір відмінне від звичного читачеві: час не лінійний, а простір обмежений Долиною; справжні люди живуть лише біля Річки На.
Вони не сповідують жодної конкретної ідеології — анархо-примітивізм не усвідомлюється нею, а є буденною практикою, засвоєною з молоком матері. Кеш не роблять різниці між світом природи і світом людей, вони відчувають себе частиною Всесвіту, а природу сприймають як великий Дім.

## Філософія та символізм у романі
Значний вплив на побудову філософського підґрунтя роману здійснив даосизм, яким захоплювалася Ле Гуїн. Дао у романі пояснюється як рух, дія, активність, дієвість; рухатись, рухатися по колу, бути активним. Саме до дао відсилає Права та Ліва Рука — поняття з міфосвідомості кеш, дві сторони, що позначають небо та землю. Місце громадських зборів та відправлення ритуалів «хейїмас» є великою напівземлянкою з чотирисхилим дахом, що підкреслює єднання та зв'язок двох початків, земного та небесного. «Міста» кеш будуються у формі подвійної спіралі, поєднаної ритуальною «перемичкою». Цей прозорий знак натякає на Інь та ян, у ньому можна побачити і галактику з баром, і модель ДНК людини. Незриме дао, шлях, єднання суспільного та індивідуального розлите у танцях, піснях, у стані, близькому до трансу — у всіх засобах спілкування людей між собою. Свята кеш прив'язані до життя природи. Класичної релігії немає, але є всеосяжний пантеїзм.
Вічне повернення — це нескінченний шлях стежкою життя і смерті, перетікання з одного стану в інший.
Ім'я головної героїні також є символом Повернення. Кожен у Долині протягом свого життя має три імені, які йому дають оточуючі — для дитячих років, середнього віку та старості. Середнє ім'я героїні — Жінка, що повертається додому. Її шлях додому — це не лише вибір, а й відновлення порушеної рівноваги.

## Тема фемінізму
В романі описується межа двох світів-протилежностей. Окрім людей кеш у тут є й інші народи. Більшість із них мало чим відрізняється від повільних екоанархістів кеш. Лише один народ, який живе в гористій місцевості далеко на північному сході, пишається своєю хворобою Людини. Люди Кондора — войовничі кочівники у минулому та творці імперії сьогодні. Вони не мислять свого буття без ієрархії та дисципліни. Їхня релігія — жорсткий монотеїзм воїнів з його безапеляційним Єдиним, реінкарнацією старозавітного Яхве. Жінки Кондорів завжди замкнені в замках-фортецях своїх батьків чи чоловіків, їх суспільна роль обмежена рукоділлям і плітками. Жінка — неповноцінна людина, яка зобов'язана справно народжувати багато майбутніх воїнів. Навіть знатна жінка Кондора коштує лише трохи вище за «дикунів» з навколишніх племен. Якщо для людей кеш дівчина-напівкровка — наполовину людина, то для людей Кондора вона наполовину тварина.
Світ-жінка в романі протистоїть світу-чоловіку. Життя в Долині Ріки На — це уособлення жіночого початку. Її мешканцям чужа маскулінна раціональність, вони не зводять нові ворожі природі техноценози. Апеляція до жіночого, спокійного, природно-циклічного — улюблений мотив міфології кеш. Для Людей Долини матріархат є природним, як саме життя. Шлюби матрилокальні, а спорідненість матрилінійна. Етимологія їхньої мови багато говорить про особливу роль жінки у світорозумінні цих людей. Слово кеш звучить майже як і кеше (кешо) — жінка, самка; термін Амакеш (Долина Річки Кеш) утворений шляхом злиття етноніму зі словом ама — бабуся, будь-яка родичка по лінії матері та старша за неї. Жінки кеш розкуті рівно настільки, наскільки потребує їхнє серце та фізіологія. Щороку проводиться свято еротичного Танцю Місяця з передбачуваним фіналом, у якому вільні брати участь усі фертильні мешканці. Але існує й період жорсткого статевого табу, якого дотримуються в підлітковому віці. Випадки ґендерного насильства поодинокі, практикується сексуальна розрядка; ті, що не пізнали тілесних втіх, не одружуються. Кохання — щоденна практика людинолюбства, а не відірваний від дійсності ідеал.
Як би не був народ кеш замкнутий на самому собі, певний вплив ззовні, зокрема, дух войовничості та патріархату проникає у Долину. Підсумок протистояння між двома світосприйняттями відкритий, проте автор підводить до того, що м'яка сила міцніша за грубий, але нестійкий натиск носіїв рудиментарної хвороби.

## Цікаві факти
Урсула Ле Гуїн для роману створила ілюстрації приладів та інструментів, карти, глосарій термінів, рецепти страв, вірші, винайшла алфавіт.
У 2018 році в результаті співпраці з електронним музикантом Тоддом Бартоном з'явився аудіоальбом «Музика та поезія Кеш» («англ. Music and Poetry of the Kesh»). Це своєрідна аудіоінтерпретація роману, поділена на 13 треків; певний вплив на твір здійснила мелодика індіанців тихоокеанського узбережжя.